# (74165) 1998 QU104
(74165) 1998 QU104 – planetoida z pasa głównego asteroid okrążająca Słońce w ciągu 4,28 lat w średniej odległości 2,63 j.a. Odkryta 26 sierpnia 1998 roku.